# Nakit od brušenog čelika
Nakit od brušenog čelika je oblik nakita izrađen od čelika koji je bio popularan između 18. stoljeća i kraja 1930-ih.

## Oblikovanje
Osnovni dizajn brušenog čeličnog nakita je tanka metalna osnovna ploča na koju su gusto zakovane zakovice od brušenog čelika. Osnovna ploča mogla je biti izrađena od raznih metala poput mesinga, kositra ili srebrnih legura. Rani rezani čelik sastojao se od pojedinačnih čeličnih klinova koji su bili polirani i umetnuti u metalne okvire. Složeniji dizajni koristili su više temeljnih ploča koje su zajedno držale male komadiće metala. Početkom 19. stoljeća proizvodni proces se pomaknuo prema korištenju utisnutih traka umjesto pojedinačnih čeličnih klinova. Ideja koja stoji iza dizajna bila je da zakovice od poliranog čelika uhvate svjetlost i svjetlucaju na sličan način kao tada vrlo moderni, ali i izrazito skupi dijamanti.
Klinovi su izrađeni oblikovanjem od čelika i djelomičnim poliranjem prije kaljenja i konačnog poliranja. Osim zakovica, neki predmeti brušenog čeličnog nakita u dizajnu su koristili visoko polirane čelične lančiće.
Rezani čelik kombiniran je i s plemenitim i poludragim materijalima poput gagata i bisera.

## Povijest
Pretpostavlja se da nakit od brušenog čelika datira još iz 16. stoljeća. Ovo se temelji na jednoj referenci iz 1598. i nije jasno govori li se uopće o čeliku. Manje dvosmisleni dokazi pokazuju da se od oko 1720. rezani čelik proizvodio u Woodstocku, Oxfordshire, Engleska. Što je točno proizvedeno slabo je dokumentirano, ali do 1761. uključivalo je  predmete kao što su kopče i lančići za satove, kao i škare. Točno kada su se čisto ukrasni predmeti prvi put pojavili također je nejasno, ali "Zvijezde za plemstvo" (Stars for the nobility) potvrđuju se od 1778. Proizvodnja u Birminghamu postala je uobičajena kasnije u stoljeću s Matthewom Boultonom koji je bio istaknuti proizvodač. Udaljavanje od Woodstocka dovelo je do prelaska s vijčanih klinova na zakovice.  Jedan od glavnih proizvodnih artikala brušenog čelika iz 18. stoljeća bila je kopča za cipele i moguće je da je pad mode nošenja kopči krajem stoljeća doveo do diverzifikacije nakita od brušenog čelika.
Francuska je služila kao glavno izvozno tržište, ali to je prekinuto kada je izbio rat 1793. godine. Popularnost rezanog čelika u Francuskoj možda je djelomično posljedica zakona o raskoši koji su ograničavali tko može nositi plemenite metale i dijamante. Proizvodnja rezanog čelika u Francuskoj potvrđena je od 1780. godine, a do početka 1820-ih Francuska je imala veliku domaću proizvodnju rezanog čelika. Završetkom Napoleonskih ratova britanski proizvodi ponovno su počeli izvoziti u Francusku. Moda za nakit od brušenog čelika u Francuskoj vjerojatno je dobila poticaj kada se Napoleon oženio svojom drugom ženom Marijom Lujzom i poklonio joj paruru koja se sastojala od nakita od brušenog čelika jer si nije mogao priuštiti nakit izrađen od dragog kamenja.
Kvaliteta i upotreba nakita od brušenog čelika opadala je tijekom druge polovice 19. stoljeća s utisnutim trakama koje su zamjenjivale pojedinačne zakovice i komadi su postajali sve slabiji, konačna proizvodnja završila je 1930-ih.
Dugoročno se pokazalo da je nakit od brušenog čelika krt, što je rezultiralo relativno malim količinama koje su opstale sve do danas. Zbirke brušenog čeličnog nakita drže brojni muzeji uključujući Lady Lever Art Gallery Birmingham Museums Trust i Musée des Beaux-Arts de Rouen. Knjiga uzoraka Matthewa Boltona također je preživjela u zbirci Birmingham Archives and Heritage.